# Alfred Cuthbert
Alfred Cuthbert (* 23. Dezember 1785 in Savannah, Georgia; † 9. Juli 1856 bei Monticello, Georgia) war ein US-amerikanischer Politiker, der den Bundesstaat Georgia in beiden Kammern des Kongresses vertrat.
Seine schulische Bildung erhielt Alfred Cuthbert zunächst von Privatlehrern. Später besuchte er das Princeton College in New Jersey, wo er 1803 seinen Abschluss machte. Danach studierte er die Rechtswissenschaften und wurde im Jahr 1805 in die Anwaltskammer aufgenommen; er hat jedoch nicht als Jurist praktiziert. Im Jahr 1809 befehligte er ein Infanterieregiment im Rang eines Captain.
Sein erstes politisches Mandat hatte Cuthbert von 1810 bis 1813 als Abgeordneter im Repräsentantenhaus von Georgia inne. Danach wurde er als Vertreter der Demokratisch-Republikanischen Partei für den zurückgetretenen William Wyatt Bibb ins Repräsentantenhaus der Vereinigten Staaten gewählt, dem er vom 13. Dezember 1813 bis zu seinem eigenen Rücktritt am 9. November 1816 angehörte. Von 1817 bis 1819 saß er im Senat von Georgia, ehe er ins US-Repräsentantenhaus zurückkehrt und dort vom 4. März 1821 bis zum 3. März 1827 drei volle Legislaturperioden absolvierte. Im Jahr 1826 verzichtete er auf eine erneute Kandidatur.
Nach dem Rücktritt von US-Senator John Forsyth, der am 1. Juli 1834 in das Amt des US-Außenministers wechselte, gewann Alfred Cuthbert die fällige Nachwahl. Er nahm sein Mandat im Kongress nach einer Wiederwahl im Jahr 1837 vom 12. Januar 1835 bis zum 3. März 1843 wahr. Nach seinem Ausscheiden aus dem Senat zog er sich aus dem öffentlichen Leben auf seinen Landsitz im Jasper County zurück. Dort starb Cuthbert im Juli 1856. Er wurde auf dem Summerville Cemetery in Augusta beigesetzt.